# Crétinisme
Pour les articles homonymes, voir Crétin.
 Mise en garde médicale
Le crétinisme est un ensemble de troubles physiques et de retards mentaux, liés à une insuffisance thyroïdienne par carence environnementale en iode. Selon la CIM-10, il est aussi nommé insuffisance thyroïdienne congénitale, en incluant la carence indirecte par insuffisance maternelle.
Historiquement, on distingue le crétinisme goitreux endémique dû à une carence en iode dans certaines régions, et le crétinisme infantile sporadique par absence de thyroïde ou trouble génétique de synthèse des hormones thyroïdiennes.
Le crétinisme endémique a été éliminé par l'utilisation de sel de table, et d'autres aliments, enrichis en iode. Le crétinisme infantile sporadique est éliminé par un dépistage systématique de l'hypothyroïdie à la naissance, au troisième jour, mis au point dans les années 1970. En France, ce dépistage systématique est généralisé depuis 1979.
Dans les années 2010, ce crétinisme toucherait encore 2 millions d'enfants chaque année, dans plusieurs régions du monde.
Le terme crétin a d'abord été un terme médical historique (XIXe siècle) avant de devenir une insulte politique et idéologique. Il devient d'emploi populaire courant au cours du XXe siècle. Le terme est utilisé pour dénoncer la bêtise individuelle ou collective, mais par ironie, se revendiquer soi-même crétin est aussi une façon de contester l'ordre établi. La crétinerie assumée relève alors du domaine burlesque, pour briser des règles ou casser des codes.

## Étymologie du terme médical
Bien que l'étymologie du mot « crétin » soit encore considérée comme incertaine par certains auteurs, plusieurs spécialistes contemporains de l'étymologie du français, tels Alain Rey ou Walther von Wartburg, estiment que l'explication la plus vraisemblable est de faire dériver crétin de chrétien, par euphémisation, un crétin étant considéré comme un innocent, un bienheureux,,,, ou parce que les arriérés étaient recueillis dans les monastères au Moyen Âge.
Différentes autres explications ont toutefois été proposées :
- pour Émile Littré[8] et Pierre Larousse[9], l'étymologie probable est l'allemand : Kreidling, « crétin », dérivé de Kreide, « craie », à cause de la couleur blanchâtre de la peau des crétins ;
- le mot pourrait venir aussi du mot latin creta, qui désigne la craie, pour la même raison[10] ;
- ou de cretira, une pauvre créature en romanche et vieil italien creatus[11] ;
- ou de cretia, signifiant créature[12] ;
- ou de cresta, la « crête », morceau d’étoffe rouge servant à identifier les « cagots » dans les Pyrénées[13] ;
- voire de Kröte, « crapaud »[14].

Les expressions de « crétin des Alpes » et « goitreux du Valais » viennent des premières descriptions historiques faites dans ces régions d'endémie (voir la section Épidémiologie).

## Histoire
Les tuméfactions du cou sont connues depuis l'Antiquité. En Occident, l'existence de la thyroïde chez l'homme n'est reconnue qu'au XVIe siècle, et la notion de goitre survenant par élargissement de la glande thyroïde est établie en 1619 par Girolamo Fabrizi d'Acquapendente.

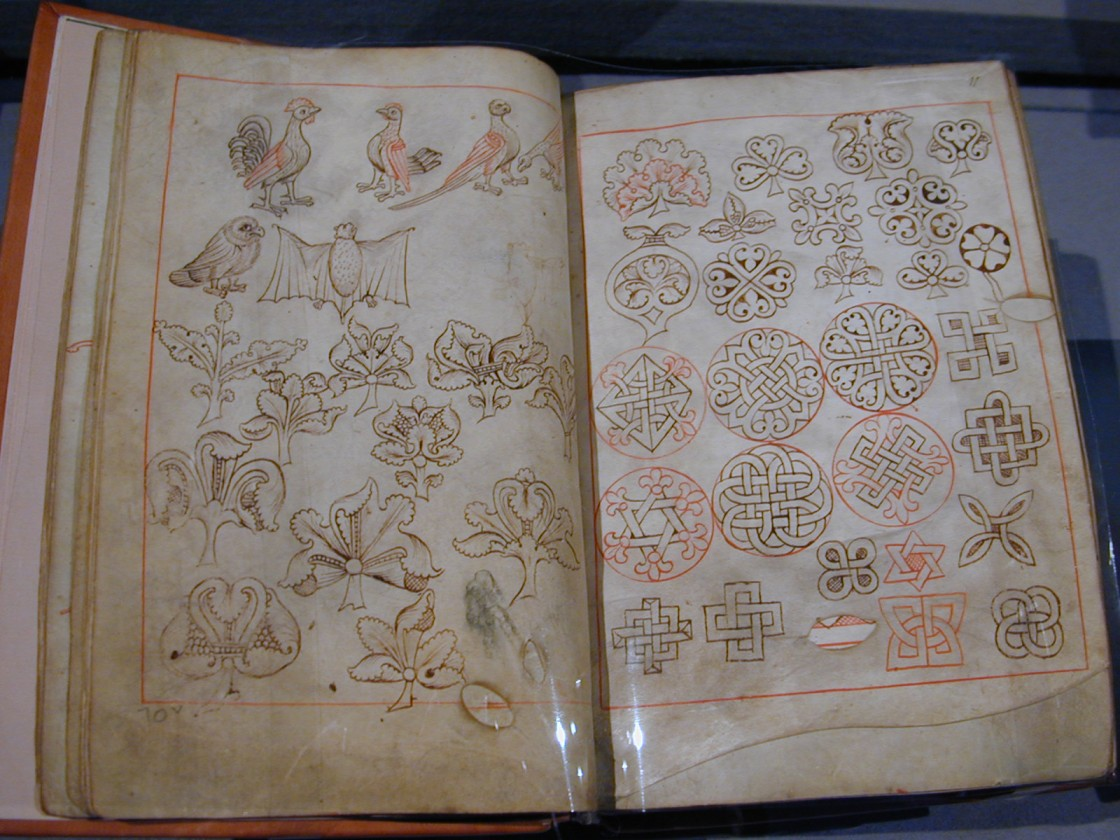
Le Reiner Musterbuch (1215) est un livre d'images représentant tout ce qu'un moine doit savoir.

D'autre part, les termes « crétin » et « crétinisme » pouvaient désigner tout retard mental, accompagné ou non de goitre. La première représentation européenne de crétinisme associé au goitre se trouve dans le Livre des modèles de l'abbaye de Rein en Autriche, ou Reiner Musterbuch, daté de 1215. On y voit un personnage avec un goitre trilobé (en trois lobes) brandissant d'une main le « sceptre des fous » et de l'autre une grenouille.
À partir du XVIe siècle, notamment avec Paracelse, l'association entre crétinisme et goitre endémique se fait progressivement. La première définition du crétin goitreux apparaît en 1754, dans l'Encyclopédie de Diderot, c'est celle d'un imbécile sourd-muet avec un goitre descendant sur la poitrine. À la fin du XVIIIe siècle, le crétinisme goitreux endémique est caractérisé par des auteurs comme Horace-Bénédict de Saussure (Voyages dans les Alpes, 1779-1786) ou Louis Ramond de Carbonnières (Observations faites dans les Pyrénées, 1789). Les caractéristiques cliniques sont bien définies par François-Emmanuel Fodéré (Essai sur le goitre et le crétinage 1792, et Traité du goitre et du crétinisme, 1799),.
Fodéré attribue le crétinisme à la qualité de l'air, épais, humide et stagnant des fonds de vallée. D'autres comme Vincenzo Malacarne (it) (1744-1816), ou Jacob Fidelis Ackermann (de) (1765-1815), l'attribuent à des malformations des os du crane comprimant le cerveau,. L'origine exacte du crétinisme goitreux endémique est discutée jusqu'à la fin du XIXe siècle. En 1867, Saint-Lager compte pas moins de 42 théories dans son Étude sur les causes du crétinisme et du goitre endémique. Entre autres, il existe une théorie alimentaire mettant en cause l'alimentation locale (produits laitiers, bouillies visqueuses, salaisons.) ou la boisson (eau de source trop dure, neige fondue.), la théorie vermineuse (vers intestinaux), la théorie infectieuse (recherche d'un germe dans le goitre des crétins)… 

### Carence iodée
En 1811, Bernard Courtois découvre l'iode.

#### Doutes et hésitations
En 1821, Jean-François Coindet (1774-1834) découvre l'effet thérapeutique de l'iode, et le chimiste Jean-Baptiste Boussingault est le premier à suggérer, dès 1825, que le déficit en iode pourrait être la cause du goitre endémique, en proposant l'ajout d'iode au sel de table, mais il n'est guère suivi.
Dans les années 1850, Gaspard Adolphe Chatin mesure l'iode dans l'eau et les plantes d'eau douce dans plusieurs régions de France, et conclut aussi à un déficit en iode. L'académie des sciences félicite Chatin pour ses travaux, mais considère cette théorie comme insuffisamment démontrée. En effet, les thèses de Rudolf Virchow sur la nouvelle pathologie tissulaire et cellulaire prédominaient à l'époque. Dans le cas du goitre, il s'agit d'une croissance excessive (hyperplasie) du tissu thyroïdien, on pensait donc qu'il devait y avoir un excès de substance irritative ou stimulante, plutôt qu'un déficit d'une substance nécessaire.
Jusqu'au début du XXe siècle, la recherche d'un agent toxique ou toxi-infectieux, particulier au goitre endémique, est menée parallèlement aux travaux sur la carence iodée. D'autant plus que les tentatives de prévention par l'iode posaient des problèmes socio-politiques (analogues à la chloration de l'eau), notamment la crainte d'effets secondaires, l'iode étant aussi connu comme produit toxique.

#### Démonstrations positives
En 1873, William Gull décrit un « état crétinoïde survenant chez les femmes adultes » survenant de façon isolée, état rapidement apparenté au crétinisme endémique, et qui sera appelé « myxœdème » en 1878 par William Miller Ord (en) (1834-1902).
En 1879, Jacques-Louis Reverdin (1848-1908) décrit un « myxœdème post-opératoire », accident survenant après ablation totale de la thyroïde. En 1891, George Redmayne Murray découvre que l'extrait glycériné de thyroïde de mouton peut traiter le myxœdème (hypothyroïdie). En 1895, Eugen Baumann (1846-1896) isole et analyse les principes actifs des extraits thyroïdiens, obtenant des extraits plus puissants. Par routine de principe, sans y croire, il recherche l'iode dans ces extraits purifiés, et à sa surprise le trouve. En 1915, Edward Kendall isole la thyroxine ou T4 (molécule iodée portant 4 atomes d'iode), une des hormones spécifiques de la thyroïde.
Le lien entre carence iodée et goitre endémique est établi par David Marine (en) (1888-1976) dans une région de goitre endémique (Cleveland, Ohio). En 1910, il montre qu'en ajoutant de l'iode dans l'eau, il peut prévenir le goitre d'un poisson d'eau douce, l'omble de fontaine Salvelinus fontinalis. Quelques années plus tard, malgré les oppositions (crainte d'empoisonnement), dans une étude à grande échelle publiée en 1920, il démontre l'effet préventif de l'iode chez les écoliers de Cleveland (0,2 % de nouveaux goitres dans le groupe traité, 21 % dans le groupe non traité). La démonstration définitive est faite en 1923, par Jesse Francis McClendon (en) (1880-1976) qui parvient à des mesures précises de l'iode dans l'eau et les aliments, avec une corrélation directe entre la basse teneur en iode et la présence de goitre chez l'homme et chez le rat.
C'est le médecin valaisan Otto Bayard qui a le premier l'idée de mélanger sel de table et iodure de potassium,. Après des essais pratiques dans la vallée de Zermatt, qui montrent une chute rapide des goitres chez les enfants, il communique ses résultats à l'Office fédéral de la santé publique. Plusieurs autres tests ont lieu, notamment dans le canton d'Appenzell, qui introduit l'iodage du sel après une votation populaire, et la nouvelle Commission suisse du goitre recommande, puis finit par imposer l'iodage du sel. La Suisse est ainsi pionnière dans l'introduction d'une prophylaxie par l'iode (de).
En 1924, l'État du Michigan, région de goitre endémique, propose également un sel iodé après une forte campagne d'éducation du public. En 12 ans, la prévalence du goitre chute de 37 % à 8 % de la population, pour atteindre 2 % en 1951. Les États-Unis généralisent cette prévention (lait et pain iodés). Dans les années 1930, elle existe aussi dans certaines régions d'Espagne (travaux de Gregorio Marañón).
Selon C.T. Sawin, des médecins français du XIXe siècle ont été les premiers à envisager la carence iodée, mais ils n'ont pas réussi à convaincre leurs collègues. Des médecins américains ont pu le faire, au début du XXe siècle, grâce au progrès technique (mesure fiable et précise de très petites quantités d'iode) et surtout avec une nouvelle forme de pensée (médecine statistique, épidémiologie, santé publique) représentée par des institutions comme l'Université Johns-Hopkins ou la Mayo clinic.

### Myxœdème congénital
En 1880, Désiré-Magloire Bourneville publie une étude sur le myxœdème infantile, qui sera appelé quelques années plus tard idiotie myxœdémateuse ou idiot de Bourneville. Un patient deviendra célèbre, car présentant une forme complète et évoluée en parvenant à l'âge adulte, sous le surnom de Pacha de Bicêtre (nanisme, obésité, incontinence urinaire et fécale, idiotie complète). Ces troubles sont attribués à l'hérédité (« hérédité dysthyroïdienne »), mais les cas d'hérédité directe étant rares, les auteurs de cette période évoquent d'autres facteurs comme l'alcoolisme, la tuberculose ou la syphilis des parents.
Les formes graves et précoces (décelées à cette époque avant l'âge de 2 ans) sont alors reliés à une absence congénitale de thyroïde. Dans les années 1950, Stanbury et ses collaborateurs décrivent d'autres formes, avec présence de goitre, en caractérisant plusieurs types biologiques de troubles de synthèse des hormones thyroïdiennes.
Dans les années 1970, un test de dépistage de masse à la naissance est mis au point. Il est généralisé en France depuis 1979, et réalisé au 3e jour de vie, en même temps que le dépistage de la phénylcétonurie et de l'hyperplasie congénitale des surrénales.
Depuis les années 1990, les mécanismes de ces troubles sont étudiés selon les méthodes de génétique moléculaire.

## Physiopathologie
Les hormones thyroïdiennes interviennent notamment dans le développement et la croissance du squelette (os longs) et du cerveau. Une insuffisance hormonale, si elle a lieu pendant l'enfance ou l'adolescence, par carence iodée ou trouble génétique, peut donc entrainer de graves anomalies du développement physique (nanisme dysharmonieux, myxœdème…) et mental (du ralentissement intellectuel jusqu'au crétinisme végétatif). Les hormones thyroïdiennes sont essentielles à la synthèse de la myéline, substance isolante qui forme une gaine autour de certains axones (partie de neurones). Sans myéline, les messages nerveux sont ralentis dans leur traversée des neurones, d'où la maturation ralentie du système nerveux, qui provoque les symptômes intellectuels du crétinisme.
Le goitre endémique peut être simple, sans déficit hormonal. Il s'agit d'une réaction « hyperplasique » de la glande thyroïde qui augmente sa capacité d'absorption pour capter le peu d'iode disponible. Le crétinisme est une complication grave du goitre endémique. Il survient lorsque la carence iodée est telle qu'elle entraîne un déficit hormonal. Tous les intermédiaires peuvent se voir entre l'état normal et le crétinisme complet, on parlait autrefois de crétineux et crétinoïdes pour désigner ces états intermédiaires.
Dans le cas du crétinisme infantile précoce (myxœdème congénital), il s'agit le plus souvent d'absence congénitale de la thyroïde. Cette absence peut être totale, ou partielle. Dans l'absence partielle, la glande thyroïde est réduite à l'état de vestiges situés en position anormale sur le tractus thyréoglosse. Plus rarement, il s'agit d'un trouble génétique de la synthèse ou du métabolisme des hormones thyroïdiennes (mutations génétiques selon une transmission autosomique récessive).

## Épidémiologie

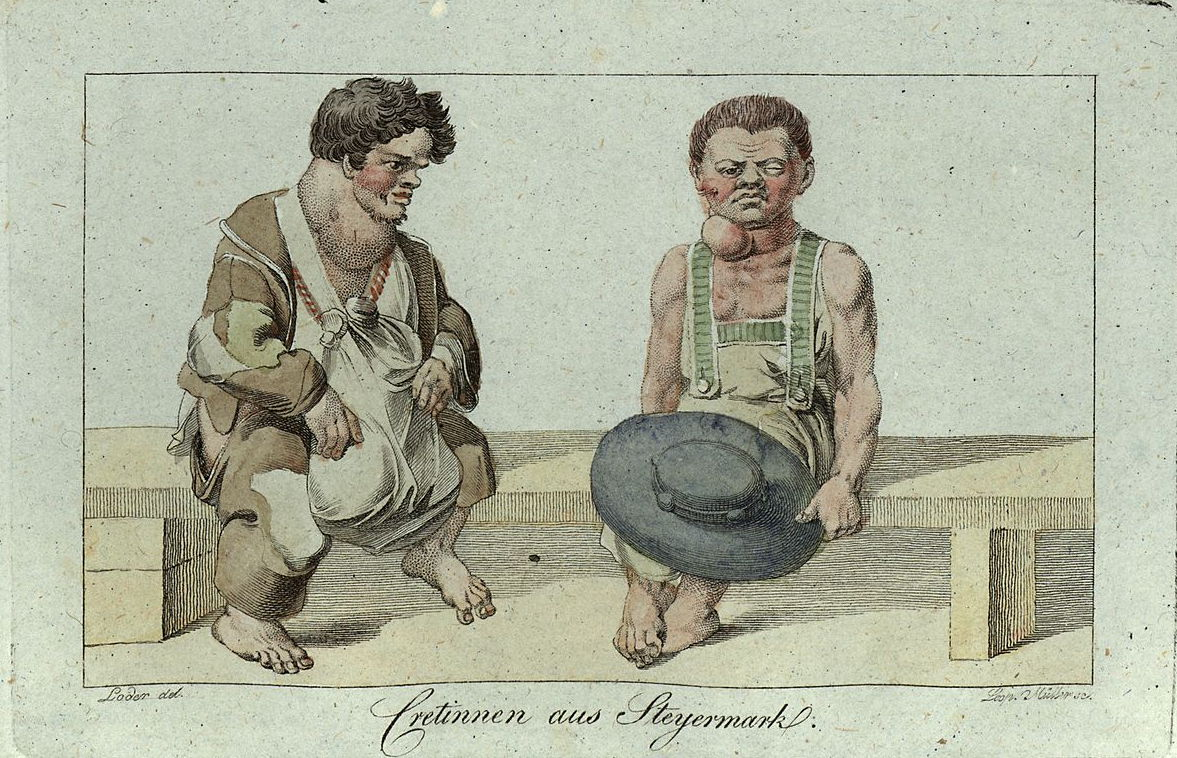
Crétins de Styrie (Autriche).

Le crétinisme endémique, par carence iodée, a quasiment disparu des pays développés. Au XIXe siècle et au début du XXe siècle, il s'observait aux Amériques dans la région des Grands Lacs, celle des Montagnes Rocheuses, la Cordillère des Andes. En Europe, on le trouvait en Forêt-Noire, en Suisse, en Autriche, en Norvège, dans l'Oural, en Écosse, au Pays de Galles et en Espagne.
En France, vers 1850, le pays recense environ 20 000 crétins dans ses régions montagneuses, notamment autour des massifs des Alpes et des Pyrénées. Des zones « d'endémie goitreuse » sont aussi signalées dans les Vosges, le Jura et le Massif central,.
Ce crétinisme endémique persiste encore dans plusieurs régions du monde, le plus souvent en moyenne montagne, hauts-plateaux, vallées profondes de hautes montagnes, en Afrique et en Asie centrale (voir carence en iode en Chine). Dans les années 2010, le nombre d'enfants atteints de crétinisme par carence iodée est estimé à 2 millions de nouveaux cas chaque année.
La carence iodée de ces régions s'expliquerait, le plus souvent, par l'érosion des sols due aux anciens glaciers, et leur lessivage à la fin de la dernière ère glaciaire. La répartition géographique du goitre endémique et du crétinisme correspond à la fonte de la dernière extension des glaciers, il y a 12 000 ans environ.
Cependant, depuis les années 1980, on sait aussi que le lessivage de l'iode des sols pentus peut se faire en zone non-montagneuse par la pluie, les crues et inondations. Il en est ainsi des vallées de fleuves inondables (Gange, Brahmaputra, Irawaddy…) où vivent de grandes populations agricoles, susceptibles d'être à risque de carence iodée.
Le crétinisme dit sporadique est l'aboutissement d'une hypothyroïdie congénitale non détectée et non traitée. C'est la plus fréquente des maladies endocriniennes de l'enfant, avec une fréquence de 1 sur 2 000 à 4 000 naissances selon les études (3 500 en France ). Il reste présent dans les pays ne disposant pas de structures médicales pour le dépistage et le traitement.

## Clinique
Il s'agit ici du crétinisme dit historique, comme aboutissement d'une forme grave, d'évolution spontanée, non prévenue et non traitée.
Pour la prévention, le dépistage, le diagnostic, le traitement et la prise en charge moderne, voir :

### Crétinisme endémique
On peut observer tous les intermédiaires entre l'état normal et le crétinisme complet. La forme la plus grave se caractérise par un handicap mental profond, le malade est incapable de parler et de comprendre, menant une vie végétative entièrement dépendante. Dans les formes moins sévères, le sujet peut mener des activités mineures. Les anciens auteurs notaient un rapport inverse entre le volume du goitre et le retard mental, « les crétins complets n'ont pas de goitre, tandis que les crétineux en ont un énorme . »
À cet état s'ajoute un nanisme dysharmonieux avec déformations des os longs et de la colonne vertébrale, démarche de canard et faiblesse musculaire. La tête est large avec un visage rond (« faciès lunaire ») sur un cou court. La mandibule est petite, avec macroglossie et protrusion (grosse langue dépassant de la bouche). Il existe de nombreux problèmes dentaires, dont la malocclusion dentaire, problèmes liés entre autres à une persistance de la première dentition et un retard d'éruption de la dentition définitive. La voix est éraillée, le parler est lent et monotone.
Il peut exister une apparente obésité due en grande partie à une infiltration des téguments, le myxœdème, ou au contraire une maigreur avec peau ample et ridée. La peau est sèche et rugueuse, le teint est livide, brun ou jaunâtre.

### Crétinisme sporadique ou congénital
Historiquement (fin XIXe siècle, début XXe siècle), il était le plus souvent reconnu à partir du sevrage, devant un enfant gros et bouffi, ne souriant pas, ne s'intéressant à rien, ne reconnaissant même pas sa mère. Dans la forme la plus grave, le développement mental semble arrêté et la croissance compromise. La taille définitive ne dépasse pas un mètre, et l'âge mental reste celui de 3 ou 4 ans. La puberté est incomplète, la mort survenait avant la trentième année. Le traitement restait peu efficace, car trop tardif. C'était le tableau du « pacha de Bicêtre » ou idiotie myxœdemateuse de Bourneville.
Dans le courant du XXe siècle, jusqu'aux années 1970, la recherche clinique s'efforce de détecter les signes d'alarmes dès les premières semaines, notamment un ictère néonatal prolongé (plus de 8 jours), des troubles du comportement (enfant trop sage, sans pleurs ni cris, dormant trop et remuant peu), des troubles digestifs (tétée lente et laborieuse, constipation tenace). Au 2e mois, l'enfant ne sourit pas, au 3e il ne tient pas sa tête. La courbe de poids est normale, mais celle de la taille accuse un retard constant. Les fontanelles restent largement ouvertes.

## Représentations sociales et politiques

### De l'enfermement à l'éducation
Au XIXe siècle, le crétinisme devenu médicalisé est confronté en France avec l'enfermement des aliénés selon la loi du 30 juin 1838. Deux courants s'opposent à ce sujet.

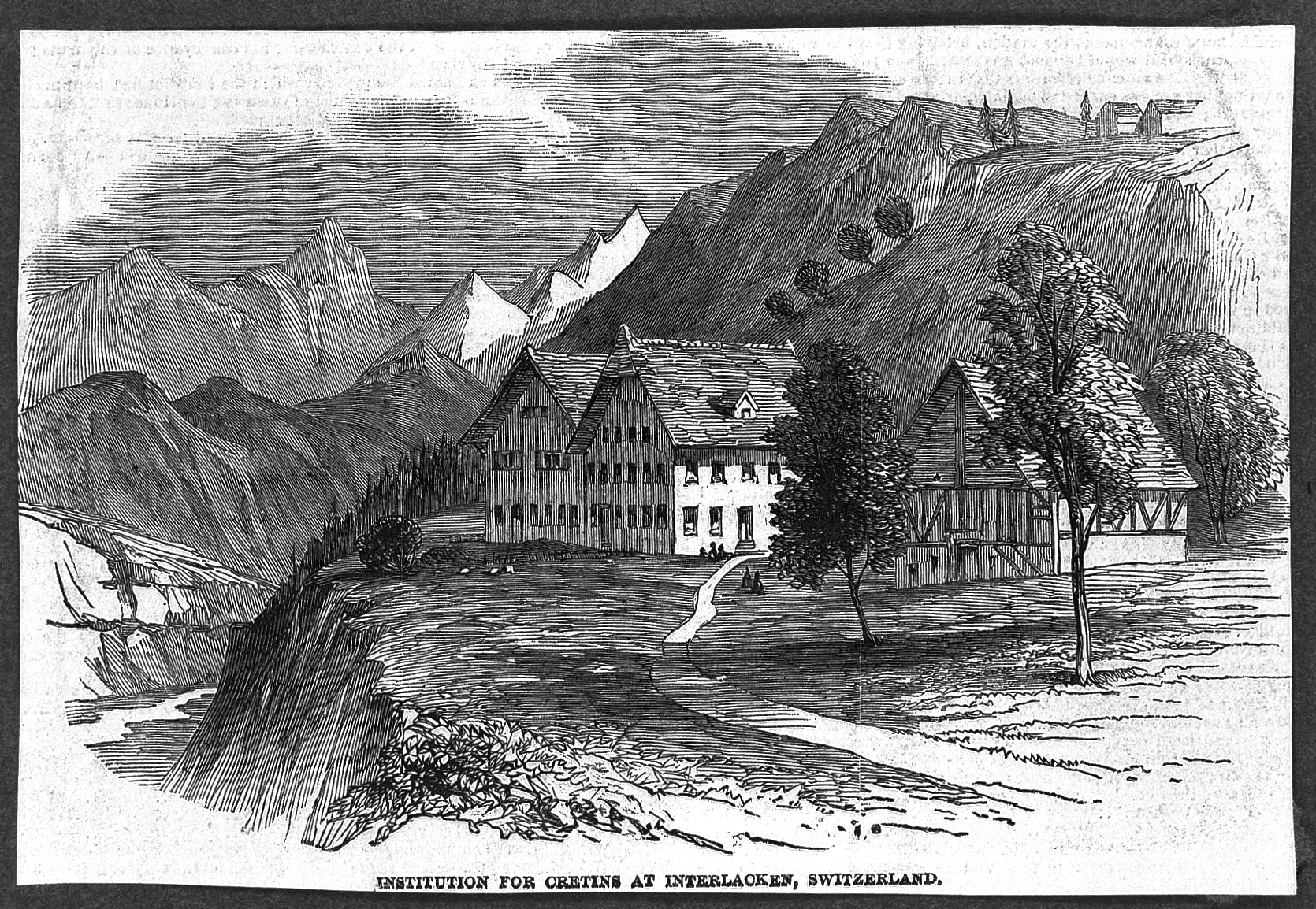
L'institution pour crétins créée par Guggenbühl, à Interlaken en Suisse.

Le psychiatre Jean-Étienne Esquirol (1772-1840) considère que les crétins sont incurables et qu'ils n'ont pas à encombrer les asiles d'aliénés. De même l'alpiniste Edward Whymper (1840-1911), dans son Escalade dans les Alpes de 1860 à 1868, estime qu'il faut les laisser vivre dans le cadre naturel de leurs montagnes, vouloir les regrouper et les enfermer ne les rend pas plus heureux, avec le risque de les voir se reproduire entre eux.
Selon Édouard Seguin (1812-1880), les crétins ne sont pas incurables. Il distingue entre les enfants à développement arrêté, et ceux à développement lent. Le crétin n'est pas un idiot à tout jamais, mais un arriéré éducable avec l'espoir d'un développement toujours possible. Il initie un mouvement d'éducation des crétins et crétines (institutions, hospices, asiles…) dont les principaux représentants sont le Français Jean-Pierre Falret (1794-1870) et le Suisse Johann Jakob Guggenbühl (1816-1863).
Cette prise en charge asilaire ne donne que des résultats limités, et se révèle finalement, en ce qui concerne les crétins, comme un échec thérapeutique. Les travaux pédagogiques effectués permettront cependant de développer la prise en charge d'enfants touchés par d'autres formes de handicap mental.

### Figures de discours
Le crétinisme apparaît dans le langage politique pour désigner l'abrutissement des individus dans un système social. Karl Marx (1818-1883) et Friedrich Engels (1820-1895) utilisent l'expression « crétinisme parlementaire » pour dénoncer les faux-semblants des réformistes au sein de la démocratie bourgeoise. De même Léon Trotski (1879-1940) parle de « crétinisme anti-parlementaire » pour dénoncer les anarchistes.
Plus généralement, au début du XXe siècle, le thème du crétinisme s'associe à la critique du progrès, de la soumission de l'homme à la machine, à l'électricité et à la vitesse. L'humanité décadente se dirige vers un avenir de crétins. Le crétin des Alpes, rare et reculé, arriéré et lent, s'inverse en un crétin urbain, très répandu et toujours excité par la pointe du progrès. Tout au long du XXe siècle, une littérature pamphlétaire dénonce une « crétinisation » du monde devenu planétaire ou mondialisé. Selon Jacques Charpentreau (1928-2016), dans La crétinisation (1971), « Nous achetons le bonheur d'être crétinisés. Et nous en sommes bien contents. »
Les discours de rupture peuvent utiliser le crétinisme à front renversé. Par ironie, on assume alors « la fierté d'être crétin » face à un système dominant que l'on refuse. On fait semblant de ne pas comprendre les codes pour mieux les casser : faire l'idiot ou jouer au crétin est une façon de dire par le rire ou le burlesque. Ainsi Pierre Jourde dans Littérature sans estomac (2002) revendique son propre crétinisme par rapport au microcosme littéraire parisien, perçu comme un système courtisan avec renvois d'ascenseur.

## Descriptions littéraires
Le Suisse Rodolphe Töpffer (1799-1846) dans ses Voyages en zig-zag (1832) et Voyage autour du mont Blanc (1846) décrit l'attachement et les soins des habitants du Valais pour leurs crétins. Il est le premier à leur donner une valeur : 

« (…) lents, engourdis d'apparence, crétins de condition, ils vivent. Tandis que d'autres, lestes, agiles et se remuant sans cesse, bougent plutôt qu'ils ne sont vivants. »

Le crétin devient un personnage de la littérature française avec Honoré de Balzac dans Le médecin de campagne (1833). Le crétin se situe tout en bas de l'échelle de sa Comédie humaine, il est aussi présent notamment dans Splendeurs et misères des courtisanes, La Rabouilleuse et Le Père Goriot.
D'autres grands écrivains du XIXe siècle ont brossé le portrait du crétin au cours de voyages en montagne, pour en faire un personnage régional typique.
Théophile Gautier, sur le chemin des glaciers, admire le paysage mais trouve fâcheux qu'il soit gâché par la rencontre de crétins et de goitreux. Il voit chez une femme goitreuse, une incarnation de déesse à trois seins d'une mythologie dégénérée, dans ses notes de voyage Italia (1852).
Charles Dickens a visité l'institution pour crétins de Johann Jakob Guggenbühl en 1853. Le crétin est « une horrible créature » incapable de parler, mais que l'on éduque pour qu'il soit au moins « capable de bégayer pour dire quelque chose », écrit-il dans Household Words du 4 juin 1853.
Dans En voyage. Alpes et Pyrénées (1890), Victor Hugo donne une description dédoublée où il oppose la grandeur sublime des paysages avec la laideur crétine des occupants, incapables de comprendre la beauté des lieux.
Dans Tartarin sur les Alpes (1885), Alphonse Daudet confronte Tartarin de Tarascon avec une crétine des Alpes, il oppose alors une crétinerie naturelle venue du fond des âges à la crétinerie moderne et artificielle, ridicule de prétentions. Le crétin irrécupérable ne s'oppose plus à la beauté de la nature, il est retourné comme moyen de dénonciation de la bêtise contemporaine.

## Modernité populaire du «crétin»
Au début du XXe siècle, le terme crétin quitte progressivement le domaine médical, pour demeurer dans le registre littéraire ou politique.
L'expression « crétin des Alpes » est alors popularisée par Hergé qui la réinvente à partir des polémiques politiques et idéologiques de son époque (celles de Céline, des surréalistes, des anarchistes…). C'est l'une des insultes favorites du vocabulaire du capitaine Haddock, qui apparaît dans Le Trésor de Rackham le Rouge (1943) et Les Sept Boules de cristal (1948). On trouve aussi « crétin des Balkans » dans L'Affaire Tournesol (1956) et « crétin de l'Himalaya » dans Tintin au Tibet (1958) mais pas « crétin des Andes » dans Le Temple du Soleil (1949).
Selon Antoine de Baecque, la diffusion mondiale des albums de Tintin a fait du crétin l'une des insultes les plus connues de la langue française. En cinq bulles seulement, l'imaginaire contemporain populaire a été renouvelé par une catégorie médicale disparue.

### Dans l'éducation
En 2005, Jean-Paul Brighelli relance l'utilisation du terme dans le grand public lors de la parution de La Fabrique du crétin, premier opus d'une série de quatre ouvrages fustigeant le déclin du système scolaire français au cours des dernières décennies.

### Autres
- Les Crétins des Alpes sont un groupe de musique traditionnelle ; alors que Laids Crétins des Alpes (pour se distinguer des précédents) sont un groupe de rock de Haute-Provence, groupe potache nihiliste de défense mondiale des crétins[47].
- Les Lapins crétins, personnages d'animation et de jeu vidéo.
- C comme crétin, un épisode de la série télévisée Les Simpson.
- Crétin.fr, site parodique créé par l'entreprise Free pour sa publicité.